# Tetramerotropis cruciata
Tetramerotropis cruciata är en insektsart som beskrevs av Henri Saussure 1888. Tetramerotropis cruciata ingår i släktet Tetramerotropis och familjen gräshoppor. Inga underarter finns listade i Catalogue of Life.